# Carme Riera i Guilera
Carme Riera i Guilera   (Palma, 12 de gener de 1948) és catedràtica de literatura espanyola i escriptora en llengua catalana. Es donà a conèixer l'any 1975 amb la publicació del llibre Te deix, amor, la mar com a penyora, considerat un best-seller de la literatura catalana. Va ser escollida membre de la Real Academia Española a l'abril de 2012.
A banda de la producció narrativa, l'activitat literària de Carme Riera, en paral·lel a l'activitat docent i investigadora a la UAB, comprèn obres en gèneres tan diversos com l'assaig, la crítica literària i els llibres de memòries. Riera va escriure remarcables estudis sobre els poetes de l'escola de Barcelona Carlos Barral, Jaime Gil de Biedma i José Agustín Goytisolo, guions de ràdio i televisió, literatura infantil i juvenil i dietarisme.
També destaca com a traductora al castellà de les seves pròpies obres."M'hauria agradat ser periodista" diu l'autora en una entrevista a La Vanguardia, diari en què s'incorpora com a articulista amb una periodicitat quinzenal a partir del 2 de febrer de 2014.

## Biografia

### Infància i inicis
Va néixer el 1948 a la ciutat de Palma, capital de les Illes Balears. Té vincles familiars amb l'enginyer mallorquí Eusebi Estada i el general Valerià Weyler. Des dels vuit anys, va començar a escriure narracions que eren variants de les històries que li contava l'àvia Caterina quan Carme era petita.
Va passar la infància i adolescència a la seva ciutat natal, i es traslladà l'any 1965 a Barcelona, on es va llicenciar en filologia hispànica per la Universitat de Barcelona l'any 1973 i doctorar en Filosofia i Lletres per la Universitat Autònoma de Barcelona l'any 1987. Exerceix com a catedràtica a la UAB. Les seves especialitats són la literatura del segle d'or espanyol i els tallers d'escriptura. Riera va participar en les mobilitzacions estudiantils en contra del franquisme, de la guerra del Vietnam i en l'incipient moviment feminista. Tot plegat va forjar la seva mirada sobre la realitat, una mirada que qüestionava les normes, sota l'influx del maig del 68 francès, i que albirava una finestra oberta a un món radicalment diferent.

### Primera etapa

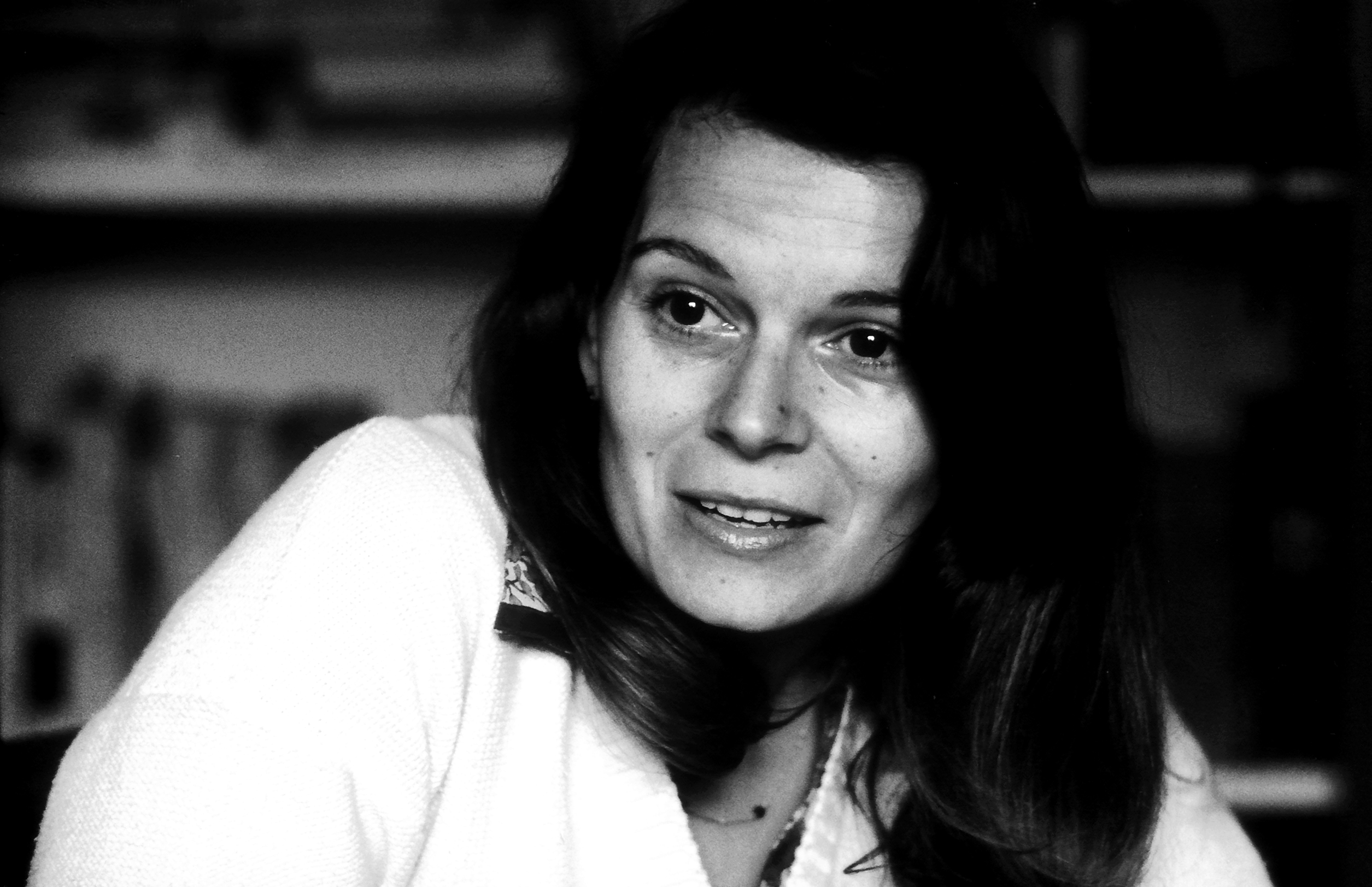
Carme Riera en els setanta.

El seu primer llibre de contes, Te deix, amor, la mar com a penyora, va tenir una gran repercussió, un gran èxit de públic. Riera aportava un estil nou i fresc i utilitzava la parla mallorquina col·loquial per a suggerir i crear una narrativa que posava sobre la taula temes que fins aleshores havien estat tabús, com l'amor entre les dones, i al mateix temps era força crítica amb la societat del moment. Amb el següent recull de contes, Jo pos per testimoni les gavines, un conjunt de narracions que segueixen els mateixos principis narratius de l'obra anterior, es tanca aquesta primera etapa de la producció literària de l'autora.

### Segona etapa
L'estrena com a novel·lista amb la publicació l'any 1980 d'Una primavera per a Domenico Guarini obre la segona etapa de l'obra de Riera, que comprèn la producció literària de la dècada dels vuitanta. Aquesta primera novel·la no sols representa un canvi de gènere sinó també d'objectiu, el de formular un model de novel·la culta alternada amb elements col·loquials i el d'experimentar amb la simbiosi de registres i de gèneres (la narrativa policíaca i l'assaig, el llenguatge culte i el periodístic). Aquesta voluntat experimentadora i investigadora de l'autora, i una actitud de joc, amb una mirada sovint lúdica i irònica, són els eixos de les obres d'aquest període, com el recull de narracions Epitelis tendríssims i les novel·les Qüestió d'amor propi i Joc de miralls.

### Tercera etapa
Amb les novel·les històriques Dins el darrer blau i Cap al cel obert, amb bona rebuda per la crítica, s'inicia la tercera etapa. Totes dues novel·les construeixen la doble identitat de jueus i mallorquins dels protagonistes, a partir de dues històries enllaçades: la primera, ambientada a la Mallorca de final del segle xvii, narra la persecució d'un grup de jueus condemnats a la crema pública a la foguera per la Inquisició; la segona té com a protagonistes els descendents dels jueus del segle xvii establerts a l'illa de Cuba en ple conflicte colonial. Amb aquestes dues ambicioses narracions, Riera va reconstruir amb tot detall i rigor els escenaris històrics d'aquell moment. L'escriptora va desplegar històries de ficció i va traçar amb molt de talent el caràcter i perfil dels diferents personatges. Ambdues obres tenen un gran valor literari i testimonien una excel·lent trajectòria literària, que es consolida definitivament en la segona meitat de la dècada dels noranta.

## Influències
Entre les seves influències inclou clàssics com Safo, Petrarca, Goethe i Virginia Woolf, però també els autors de la literatura castellana de la formació acadèmica: Cervantes, Clarín, Laforet, Valle-Inclán, Gil de Biedma… Tot i això, l'autora ha situat les arrels de la seva narrativa en les rondalles mallorquines i en l'obra de dues escriptores cabdals en la construcció de la narrativa catalana contemporània: Caterina Albert i Mercè Rodoreda.

## Obres

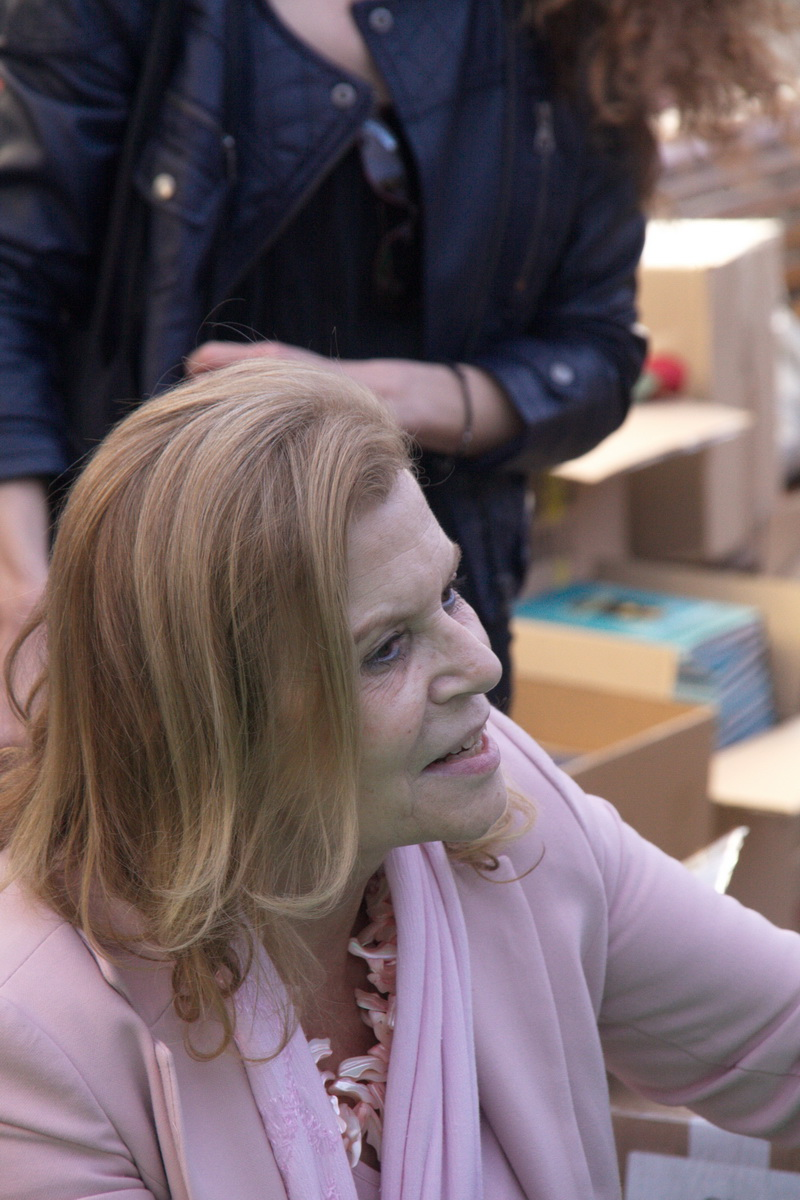
Carme Riera, signant llibres la diada de Sant Jordi de 2015

- 1975: Te deix, amor, la mar com a penyora
- 1977: Jo pos per testimoni les gavines
- 1980: Gairebé un conte o la vida de Ramon Llull
- 1980: Una primavera per a Domenico Guarini
- 1980: Els cementiris de Barcelona
- 1981: Epitelis tendríssims
- 1987: Qüestió d'amor propi
- 1988: La molt exemplar història del gos màgic i de la seva cua
- 1989: Joc de miralls
- 1991: Contra l'amor en companyia i altres relats
- 1994: Dins el darrer blau
- 1998: Temps d'una espera
- 2000: Cap al cel obert
- 2003: Llengües mortes
- 2003: El gos màgic
- 2003: El meravellós viatge de Maria al país de les tulipes
- 2003: Antologia de poesia catalana femenina
- 2003: La meitat de l'ànima
- 2006: L'estiu de l'anglès
- 2009: Amb ulls americans, col·lecció A tot vent de l'Editorial Proa.[7][8]
- 2011: Natura quasi morta
- 2013: Temps d'innocència
- 2015: La veu de la sirena
- 2016: Les darreres paraules
- 2018: Venjaré la teva mort
- 2024: Una ombra blanca

## Premis i reconeixements
- 1980: Premi Prudenci Bertrana de novel·la per Una primavera per a Domenico Guarini
- 1989: Premi Ramon Llull de novel·la per Joc de miralls
- 1994: Josep Pla per Dins el darrer blau
- 1994: Lletra d'Or per Dins el darrer blau
- 1994: Joan Crexells per Dins el darrer blau
- 1994: Nacional de narrativa de les Lletres Espanyoles per Dins el darrer blau
- 2000: Creu de Sant Jordi
- 2001: Premi Nacional de Literatura, concedit per la Generalitat de Catalunya
- 2001: Premi de la Crítica Serra d'Or per Cap al cel obert
- 2002: Premi Ramon Llull
- 2003: Premi Sant Jordi de novel·la per La meitat de l'ànima
- 2004: Premi Rosalía de Castro, Centro PEN Galicia[9]
- 2005: Associació d'Escriptors en Llengua Catalana reconegué el conjunt de la seva obra
- 2005: Medalla d'Or del Consell de Mallorca[3]
- 2005: Premi de Narrativa Maria Àngels Anglada per La meitat de l'ànima[10]
- 2014: Premi Trajectòria
- 2015: 'Premio Nacional de las Letras Españolas del Ministerio de Educación, Cultura y Deporte del govern espanyol[11]
- 2017: Doctora Honoris causa per la Universitat de les Illes Balears[12]
- 2018: Medalla d'Or de les Illes Balears atorgada pel Govern Balear amb motiu de la Diada de les Illes